# 성수여자고등학교
성수여자고등학교(聖修女子高等學校)는 대한민국 강원특별자치도 춘천시 낙원동에 있는 사립 고등학교이다.

## 학교 연혁
- 1956년 3월 5일 : 학교법인 성수학원 설립인가(설립자 김용해)
- 1968년 2월 25일 : 초대 이세창 교장 취임
- 1968년 4월 5일 : 성수여자상업고등학교 개교
- 1971년 1월 30일 : 제1회 졸업식
- 1998년 3월 1일 : 성수여자정보산업고등학교로 교명 변경
- 2006년 3월 1일 : 성수여자고등학교로 교명 변경
- 2011년 4월 2일 : 제7대 김창호 이사장 취임
- 2018년 4월 5일 : 개교 50주년 기념식
- 2024년 9월 1일 : 제14대 김태삼 교장 취임
- 2025년 1월 8일 : 제55회 졸업식 156명 (졸업생 누계 14,390명)
- 2025년 3월 4일 : 2025학년도 신입생 입학 157명

## 참고 자료
- 성수여자고등학교 - 한국교육학술정보원 학교알리미